# À la recherche des animaux perdus
À la recherche des animaux perdus est une série documentaire en 6 épisodes de 52 minutes, coproduite par Léo Productions France 3 et La Cinquième, et diffusée du 11 février au 18 mars 2001 sur France 3 dans l'émission Échappées sauvages. La série a été rediffusée sur France 5 et sur Gulli. 

## Synopsis
La série part à la rencontre de deux vétérinaires scientifiques, Jean-François et Isabelle, accompagné de leur petite fille Julie, qui voyagent à travers le monde sur les traces des animaux en voie de disparition. 

## Épisodes
| Épisode | Titre                                                | Réalisateur     | Première diffusion |
| ------- | ---------------------------------------------------- | --------------- | ------------------ |
| 1       | Les lycaons, hors-la-loi de la savane                | Bruno Vienne    | 11 février 2001    |
| 2       | Fosa, loup-garou de Madagascar                       | Éric Millot     | 18 février 2001    |
| 3       | Sur les traces du léopard d'Arabie                   | Alain Rastoin   | 25 février 2001    |
| 4       | Sur la trace des tapirs et des ibis de Guyane        | Éric Millot     | 4 mars 2001        |
| 5       | Les kangourous chez les Papous                       | Frédéric Cebron | 11 mars 2001       |
| 6       | Au Brésil avec les loutres géantes et les aras bleus | Éric Millot     | 18 mars 2001       |

## Fiche technique
- Auteur : Jean-Louis Burgat
- Réalisateur : Bruno Vienne, Éric Millot, Alain Rastoin, Frédéric Cebron
- Musique : Christian Holl
- Narrateur : Jean-François Lagrot et Isabelle Prouteau-Lagrot
- Durée : 6 x 52 minutes
- Année de production : 1999
- Sociétés de production : Léo Productions, France 3, La Cinquième